# Groszek czerniejący
Groszek czerniejący, groszek czarny (Lathyrus niger (L.) Bernh.) – gatunek rośliny wieloletniej z rodziny bobowatych. Występuje w Europie z wyjątkiem północnych i południowych krańców, poza tym także w północno-zachodniej Afryce oraz w Turcji i Syrii. W Polsce na całym niżu, aczkolwiek częściej tylko w pasie wyżyn i na Pojezierzu Wschodniopomorskim. 

## Morfologia

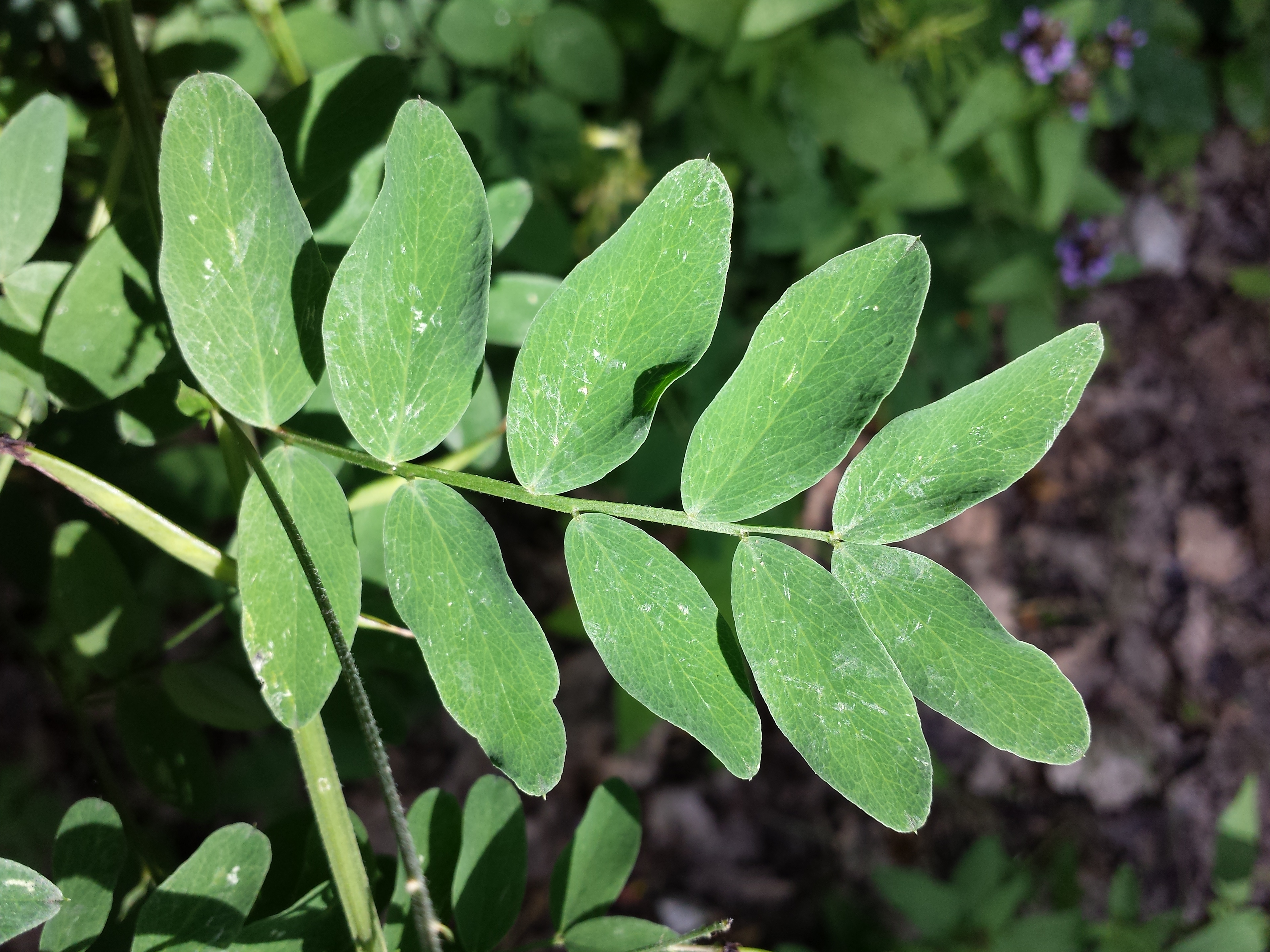
Liść

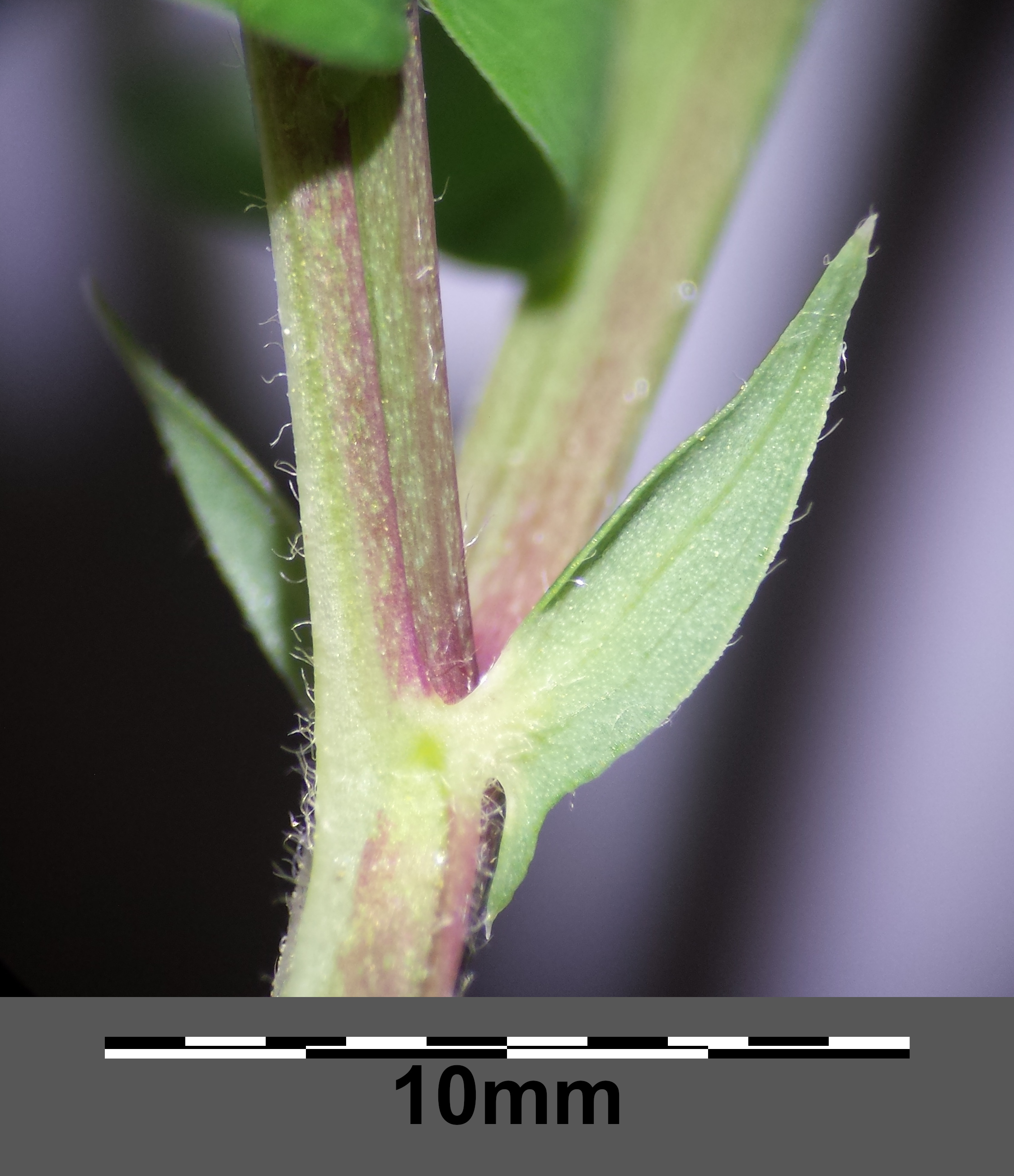
Przylistek

ŁodygaWznosząca się i rozgałęziona o wysokości od 30 do 80 cm, przy wysychaniu czerniejąca co dało roślinie nazwę.
LiściePierzaste z 12-16 owalnymi lub jajowatymi listkami.
KwiatyMotylkowe, początkowo bladopurpurowe, przy przekwitaniu zmieniające kolor na fioletowy, zebrane w grona od 3 do 10 kwiatów.
OwoceStrąki.

## Biologia i ekologia
Bylina, geofit. Kwitnie od czerwca do lipca. Rośnie w jasnych lasach dębowych i sosnowych, zaroślach, na miejscach słonecznych i suchych. W klasyfikacji zbiorowisk roślinnych gatunek charakterystyczny dla O. Quercetalia pubescenti-petraeae.